# Enzo Loiodice
Enzo Loiodice (Parigi, 27 novembre 2000) è un calciatore francese di origini italiane, centrocampista del Las Palmas.

## Carriera

### Club
Cresciuto nel settore giovanile del Digione, ha esordito in prima squadra il 28 aprile 2018, a soli 17 anni, nella partita di Ligue 1 persa per 3-1 contro il Bordeaux. Il 3 luglio ha firmato il primo contratto professionistico, di durata triennale.
Il 29 gennaio 2020 passa in prestito al Wolverhampton. Tuttavia, a causa della pandemia di Covid-19 e dello stop forzato della Premier League, non può disputare alcuna partita nel periodo di prestito.
Tornato a Digione dopo il prestito, viene ceduto gratuitamente al Las Palmas, in Segunda División spagnola, il 18 agosto 2020.
Nel 2023 ottiene la promozione in Primera División, debuttando così nella massima serie spagnola il 12 agosto nel pareggio casalingo per 1-1 contro il Maiorca.

### Nazionale
Ha giocato nelle nazionali giovanili spagnole Under-19, Under-20 ed Under-21.

## Statistiche

### Presenze e reti nei club
Statistiche aggiornate al 29 gennaio 2020.
| Stagione        | Squadra         | Campionato      | Campionato | Campionato | Coppe nazionali | Coppe nazionali | Coppe nazionali | Coppe continentali | Coppe continentali | Coppe continentali | Altre coppe | Altre coppe | Altre coppe | Totale | Totale |
| Stagione        | Squadra         | Comp            | Pres       | Reti       | Comp            | Pres            | Reti            | Comp               | Pres               | Reti               | Comp        | Pres        | Reti        | Pres   | Reti   |
| --------------- | --------------- | --------------- | ---------- | ---------- | --------------- | --------------- | --------------- | ------------------ | ------------------ | ------------------ | ----------- | ----------- | ----------- | ------ | ------ |
| 2017-2018       | Digione         | L1              | 4          | 0          | CF+CdL          | -               | -               | -                  | -                  | -                  | -           | -           | -           | 4      | 0      |
| 2018-2019       | Digione         | L1              | 12         | 0          | CF+CdL          | 2+0             | 0               | -                  | -                  | -                  | -           | -           | -           | 14     | 0      |
| 2019-gen. 2020  | Digione         | L1              | 5          | 0          | CF+CdL          | 0+1             | 0               | -                  | -                  | -                  | -           | -           | -           | 6      | 0      |
| Totale Digione  | Totale Digione  | Totale Digione  | 21         | 0          |                 | 3               | 0               |                    | -                  | -                  |             | -           | -           | 24     | 0      |
| Totale carriera | Totale carriera | Totale carriera | 21         | 0          |                 | 3               | 0               |                    | -                  | -                  |             | -           | -           | 24     | 0      |